# Obernai
Obernai (en francés, Oberehnheim en alemán, Owernah en alsaciano) es una comuna francesa situada en el departamento de Bajo Rin, en la región de Alsacia. 

## Historia
Obernai fue propiedad de los duques de Alsacia a partir del siglo VII, siendo el lugar de nacimiento de santa Odilia, hija de los duques de Alsacia y venerada por la Iglesia Católica como patrona de Alsacia.
Durante el dominio de la familia Hohenstaufen, Obernai alcanzó el estatus de villa hacia 1240 y en 1354 se adhirió a la Decápolis Alsaciana, liga que agrupaba a diez ciudades imperiales de la región. La guerra de los Treinta Años causó graves daños tras la ocupación por las tropas suecas entre 1632-1634 y 1636-1650. Tras la anexión a la corona de Francia en 1679, la ciudad recuperó su desarrollo pero sin alcanzar la prosperidad de antaño.

## Economía
Obernai es un centro vinícola y de la industria regional de elaboración de cervezas, así como un importante referente turístico.